# Resolution (filme)
Resolution é um filme de terror americano de 2012, dirigido por Justin Benson e Aaron Moorhead, escrito por Benson e estrelado por Peter Cilella e Vinny Curran. O filme de 2017 The Endless compartilha o mesmo universo criativo de Resolution e pode ser interpretado como uma sequência parcial.

## Sinopse
Cilella interpreta um designer gráfico e futuro pai chamado Michael que, após receber um vídeo preocupante por e-mail de seu melhor amigo viciado em drogas, Chris (interpretado por Curran), viaja para uma cabana remota para salvá-lo.

## Elenco
- Peter Cilella como Michael Danube
- Vinny Curran como Chris Daniels
- Zahn McClarnon como Charles
- Bill Oberst Jr. como Byron
- Kurt David Anderson como Billy
- Skyler Meacham como Micah
- Justin Benson como Justin, membro do culto OVNI
- Aaron Scott Moorhead como Aaron, membro do culto OVNI

## Produção
Embora o filme seja frequentemente descrito como uma "flexão de gênero", este não foi um conceito intencional; sempre foi concebido como um filme de terror sobre um antagonista invisível que manipula a realidade para criar histórias interessantes. O roteiro foi escrito em seis meses. As partes principais do filme foram filmadas em 17 dias, mas as tramas secundárias foram filmadas ao longo de vários meses nos finais de semana. Os diretores estavam especificamente interessados em evitar homenagens abertas e, em vez disso, concentraram-se em parodiar filmes independentes. O filme foi rodado em East County, San Diego.

## Lançamento
Resolution teve sua estreia mundial no Tribeca Film Festival em 20 de abril de 2012, e depois recebeu um lançamento limitado nos cinemas em 25 de janeiro de 2013. Cinedigm e Tribeca Film lançaram Resolution em DVD, Blu-ray e vídeo sob demanda em 8 de outubro de 2013.

### Prêmios
No Macabro 2013, os diretores foram premiados com o prêmio de melhor direção. No Toronto After Dark Film Festival, o filme ganhou quatro prêmios, incluindo melhor roteiro e filme mais inovador. Os diretores também ganharam o prêmio de melhor direção no festival de cinema Fantastic Planet de 2013.